# Этикет
Этике́т (от фр. étiquette — этикетка, надпись) — правила поведения людей в обществе, поддерживающие представления данного общества о подобающем виде. В современном виде и значении слово было впервые употреблено при дворе короля Франции Людовика XIV — гостям вручили карточки (этикетки) с указанием правил поведения; хотя определённые нормы и правила поведения существовали уже с древнейших времён.

## История
Вопрос поведения человека в обществе поднимается человеком с древнейших времён. Древнеегипетское литературное произведение «Поучения Кагемни» жанра поучение создано в эпоху Древнего царства и излагает правила хорошего тона в виде наставлений взрослого молодому поколению. В форме беседы излагаются некоторые нормы поведения для свободного человека, как вести себя за общим столом — нужно сдерживать свой аппетит, но не обижать презрением не следующих этому правилу; стараться не быть болтливым и высокомерным, «ибо не ведомо, что совершит бог, когда он накажет».

Определённые моральные правила и манеры поведения зародились примерно в XIV веке в Италии, где уже в то время социальная сущность и культура личности начали выходить на одно из первых мест. В России же одним из первых сводов правил поведения считается «Домострой» (XVI век).
Когда перед кем-то ставишь ты еду и питье и всякие яства, или же перед тобою поставят их, хулить не следует, говоря: «это гнилое» или «кислое» или «пресное», или «соленое», или «горькое», или «протухло», или «сырое», или «переварено», или еще какое-нибудь порицание высказывать, но подобает дар Божий – любую еду и питье – похвалить и с благодарностью есть, тогда и Бог придает пище благоухание и превратит ее в сладость. А уж если какая еда и питье никуда не годятся, накажи домочадцев, того, кто готовил, чтоб наперед подобного не было.Из «Домостроя», XVI век
В XIX веке этикет викторианской эпохи (1837—1901 гг.) превратился в сложную систему кодифицированного поведения, которая регулировала диапазон нравов в обществе — от правильного языка, стиля и метода написания писем до правильного использования столовых приборов в поведение за столом, и тщательно регулировала социальные отношение и личные отношения между мужчинами и женщинами.

## Виды этикета
Этикет может значительно отличаться в разных условиях, в зависимости от конкретной эпохи и культурной среды. Его можно условно разделить на ситуационный и профессиональный (воинский, дипломатический, игровой), светский и деловой, хотя чёткие границы между ними зачастую провести сложно, так как правила различных разделов этикета повторяются, включают правила других разделов (иногда немного изменённые), исходят из основных норм поведения.
Любые формы этикета возможны в письменной, невербальной и вербальной речи, но каждая привязана по-разному к разным речевым жанрам. В письменной речи, где дистанция между собеседниками больше, могут опускаться многие этикетные формулы, в частности формула начала диалога. Обычно в письме соблюдаются нормы гоноратива и адрессива. Сетевой этикет, распространившийся сравнительно недавно, устанавливает правила культурного поведения в сети.

## Международный этикет
У разных народов существуют свои особенности этикета (например, японский, североамериканский этикеты, адаб) и правила поведения (такт), которые необходимо учитывать при коммуникации с представителями других культур. Существуют этикетные виды интеракции, распространённые среди многих этносов и часто соблюдаются в международном общении (например, рукопожатие). Однако в разных культурах прикосновения обусловливаются строгими нормами в сравнении с другими невербальными средствами общения, отчего при незнании национальных норм применять касания нежелательно. Ислам не допускает соприкосновение лиц разного пола, если они не родственники; рукопожатие не принято в мусульманских странах и странах Юго-Восточной Азии. Бросавшиеся в глаза западным наблюдателям XIX века поклоны и приседания в Японии уменьшились по сравнению с прошлым, но и сейчас приветствие не требует словесного выражения, заменяясь поклоном.
При разговоре коммуникация между собеседниками происходит не только вербальная (речевая), но и с помощью языка глаз (окулесика). В европейской культуре принято, слушая собеседника, смотреть ему прямо в глаза, тогда как в азиатских странах прямой зрительный контакт считается признаком нескромности, невоспитанности. Также в Восточных и Азиатский странах традиционно соблюдается порядок старшинства, особенно при соблюдении ряда ритуалов.
Целование руки в современном мире остаётся нормой лишь в редких случаях — проявление почтения к человеку в ряде восточных стран, получение благословения от служителя культа, проявление особых чувств к женщине.